# Jeffrey Steinberg
Jeffrey Steinberg is een Amerikaans componist, arrangeur, dirigent, producent, pianist en jazzmusicus.
Steinberg studeerde aan het Berklee College of Music in Boston en studeerde af in 1969. Aansluitend speelde hij mee in het Glenn Miller Orchestra onder leiding van Buddy DeFranco en reisde met dit orkest over de hele wereld.
In de jaren 1970 werd hij freelancecomponist en -arrangeur. Hij werkte voor artiesten zoals Don Henley, Randy Newman, Anne Murray, Art Garfunkel, Roberta Flack, Michael Feinstein, Olivia Newton-John, Paul Anka en Sting, voor jazzlegendes zoals Count Basie, Maynard Ferguson, Stan Kenton, Perry Como en Michel Legrand, maar ook voor klassieke en heel bekende symfonieorkesten, zoals het London Symphony Orchestra, het London Philharmonic Orchestra, het Royal Scottish National Orchestra, het Nashville Symphony Orchestra en het Detroit Symphony Orchestra. 
Eveneens is hij dirigent van de zogenoemde Popsconcerten van het Nashville Symphony Orchestra. 
Als componist schreef hij voor vele genres.

## Composities

### Werken voor harmonieorkest
- 1980 Celestial Trilogy

### Werken voor jazzband
- Gospel John
- Nice 'N' Juicy